# Breitenbach (Speyerbach)
Der Breitenbach ist ein knapp sieben Kilometer langer linker und nordwestlicher Zufluss des Speyerbachs.

## Geographie

### Verlauf
Der Breitenbach entspringt im mittleren Pfälzerwald am Nordwesthang des Heidelbeereneck und fließt erst in südöstlicher und ab Zusammenfluss mit dem Dreibrunnenbach in südlicher Richtung. Ab dort bildet er fast durchgängig die Gemarkungsgrenze der Gemeinden Elmstein und Esthal. Unterwegs passiert er unter anderem den Goldbrunnen.
Nach etwa zehn Kilometern mündet er, mittlerweile in Inneren der Esthaler Gemarkung, auf Höhe des Weilers Breitenstein von links in den oberen Speyerbach. Die dortigen Triftanlagen sind als Kulturdenkmal eingestuft; in unmittelbarer Nähe der Mündung, die sich im Elmsteiner Tal befindet, befindet sich zudem die Ruine der Burg Breitenstein.

### Zuflüsse
- Finsterbreitenbach[3] (rechter Quellbach, Hauptstrang), 1,3 km, 1,52 km²
- Dreibrunnenbach (linker Quellbach, Nebenstrang), 1,1 km, 2,41 km²
- Großer Schwabenbach (rechts), 0,6 km, 1,75 km²

## Bauwerke
Mehrere während der ersten Hälfte des 19. Jahrhunderts geschaffene Triftanlagen, die von westlich von Esthal bis nördlich von Breitenstein am Bach anzutreffen sind, stehen heute unter Denkmalschutz. Dazu gehören einige aus Sandsteinquadern gemauerte Anlagen und einige Klausen.

## Tourismus
Unmittelbar am Breitenbach liegt die vom Pfälzerwald-Verein betriebene Wolfsschluchthütte. Der Pfälzer Hüttensteig folgt dem oberen Bachverlauf und für kurze Zeit auch ein mit einem gelb-roten Balken gekennzeichneter Weg von der Burg Lichtenberg nach Wachenheim. Ein Wanderweg, der mit einem grün-blauen Balken gekennzeichnet ist und von Göllheim bis nach Eppenbrunn verläuft, folgt dem gesamten Verlauf des Breitenbachs.